# 太炳烈
太炳烈（韓語：태병렬，1916年—1986年12月29日），朝鲜人民军大将（1992年4月），朝鲜劳动党（1980年10月）六届一中全会选举的中央军事委员会委员。太炳烈从1980年10月14日担任委员一职，一直到他逝世为止。他至少育有一子，名為太亨彻，曾任金日成綜合大學校長。另有消息称他另一子是高级脱北者太勇浩，但也有消息对此否认。

## 简历
- 1936年二十岁的太炳烈参加金日成领导的抗日活动[1]。
- 1970年3月获得祖国英雄称号和国旗勋章。
- 1980年10月当选朝鲜劳动党中央军事委员会委员（1980-1986）
- 1985年10月任祖国解放战争胜利纪念馆馆长
- 1986年12月29日逝世
- 1992年4月授予人民军大将军衔。